# راکوال (تگزاس)
راکوال، تگزاس(به انگلیسی: Rockwall, Texas) شهری در ایالت تگزاس از ایالات جنوبی ایالات متحده آمریکا است. در سرشماری سال ۲۰۰۰، جمعیت این شهر ۲۵۹۷۶ نفر اعلام شد.